# Gosha Rubchinskiy
Georgiy Aleksandrovich Rubchinskiy (en russe : Георгий Александрович Рубчинский, Gueorgui Alexandrovitch Roubtchinski), connu sous le nom de Gosha Rubchinskiy (en russe : Гоша Рубчинский), est un styliste et photographe russe, fondateur de la marque homonyme (ГОША РУБЧИНСКИЙ), et né le 29 juin 1984 à Moscou. Influencé dans ses collections par la dissolution de l'Union soviétique et par la culture de la jeunesse russe, il met en premier plan l'iconographie russe et l'alphabet cyrillique, et acquiert peu à peu une renommée internationale,. Il est chef du design pour la marque de mode Yeezy depuis le 13 décembre 2023.

## Biographie
En 2012, Gosha Rubchinskiy forme un partenariat avec la marque Comme des Garçons qui lui assure la logistique des ventes, du marketing et de la confection des produits de sa marque éponyme.
En avril 2018, Georgiy Rubchinsky annonce sur Instagram que sa marque éponyme cessait les collections de saison. Quelques mois plus tard, il est pris dans un scandale pour avoir sollicité des photos de nu à des adolescents mineures, ce qu'il a nié. À la suite de ces évènements, il disparaît de la scène médiatique, même s'il continue à sortir de nouveaux projets en partenariat avec d'autres marques vestimentaires.

## Influence
Le succès de Gosha Rubchinskiy et de Demna Gvasalia du collectif Vetements a apporté énormément d'attention à une nouvelle esthétique, celle de l'ère post-soviétique. La tendance est allée jusqu'à toucher les grandes chaînes de magasins comme H&M ou Urban Outfitters qui ont commencé à mettre en vente des vêtements imprimés d'inscriptions cyrilliques. Mais, elle a aussi permis d'amorcer une véritable renaissance dans la mode russe et ukrainienne, avec un nombre croissant de marques s'inscrivant dans le sillon des deux premières, comme Sputnik 1985, Volchok, Mech, LECHARLATAN, R-SSA, Podmost, Syndicate, Otocyon, Artem Shumov, Anastasia Dokuchaeva, Yasya Minochkina, Turbo Yulia, Alexandr Rogov, et bien d'autres encore,,,.